# Râul Grajdu
Râul Grajdu este un curs de apă, afluent al râului Suhurlui. 